# Kadilčki
Kadilčki (znanstveno ime Bovista) so rod gliv iz družine prašničark (Lycoperdaceae).

## Seznam kadilčkov Slovenije[4]
- poletni kadilček (Bovista aestivalis)
- panonski kadilček (Bovista graveolens)
- nordijski kadilček (Bovista limosa)
- jajčasti kadilček (Bovista nigrescens)
- sivokožni kadilček (Bovista plumbea)
- mali kadilček (Bovista pusilla)